# Megacombinatie
A Megacombinatie (também conhecida como Mega Combinatie) foi uma aliança política nas eleições parlamentares de 2010 no Suriname. A aliança foi fundada em 5 de julho de 2008 e consistia em:
- O Partido Democrático Nacional, liderado por Dési Bouterse;
- O PALU, liderado por Jim Hok;
- O Novo Suriname (NS), liderado por John Nasibdar;
- O Partido para a Unidade Nacional e Solidariedade (KTPI), liderado por Willy Soemita.

## Eleições
A combinação foi constituída com o objetivo de participar conjuntamente nas eleições parlamentares de 25 de maio de 2010. Nestas eleições, a Mega Combinação obteve 40,22% dos votos e assim 23 dos 51 assentos parlamentares (19 para o NDP, dois para o NS, um para o KTPI e outro para o PALU). Dési Bouterse foi indicado como candidato à presidência do Suriname em nome da Megacombinação. A colaboração da Mega-Combinação com a A-Combinação de Ronnie Brunswijk (7 assentos) e Pertjajah Luhur de Paul Somohardjo (6 assentos) resultou em um total de 36 assentos, exatamente dois a mais do que a maioria de dois terços necessária para eleição direta na Assembleia Nacional. Bouterse foi eleito presidente do Suriname em 19 de julho de 2010, graças a essa maioria. Nota bene: Após a eleição de Bouterse como presidente do Suriname, seu assento ficou disponível; Henk Ramnandanlal, vice-presidente da PALU, ocupou esta cadeira a partir de 20 de julho de 2010. Como resultado, a PALU teve posteriormente dois assentos na Assembleia Nacional.

## Governo Bouterse
Durante o governo Bouterse, o Novo Suriname deixou a Megacombinatie em 24 de março de 2011 por causa do "tratamento que receberam dentro da Megacombinatie". Eles então formaram seu próprio grupo, mas ainda faziam parte da coalizão até serem expulsos da coalizão em 24 de abril de 2012, por causa de seu posicionamento sobre a lei de anistia, do presidente Bouterse. Enquanto o KTPI ainda fazia oficialmente parte da Mega-combinação, o parlamentar Oesman Wangsabesari fundou seu próprio partido chamado New Style KTPI.